# Панье, Ив
Ив Шарль Филипп Панье (фр. Yves Charles Philippe Pagniez, родился в 1924 году) — видный французский дипломат, Чрезвычайный и Полномочный Посол Франции в CCCP с 1986 года по 1988 год. Выпускник престижных Института политических наук города Парижа и Национальной школы администрации при премьер-министре Франции — выпуск имени Феликса Эбуэ (1954 год) 

## Биография

### Учёба
- Имеет университетскую степень лицензиата по литературе
- Выпускник Института политических наук города Парижа, диплом по секции «Государственная служба»
- 1952 год — 1954 год — учёба в ЭНА, которую заканчивает в 1954 году — выпуск имени Феликса Эбуэ.
- 1973 год — 1974 год — учёба в Гарвардском университете в США[3][4]

### Дипломатическая карьера
- В 1954 году начал дипломатическую карьеру: после окончания ЭНА получил дипломатический ранг секретаря иностранных дел в МИДе Франции
- 1954 год — 1958 год — работа в центральном аппарате МИДа Франции.
- 1958 год — 1962 год — секретарь в посольстве Франции в Москве[5]
- 1962 год — 1980 год — сведений о работе в открытых источниках не найдено
- 1980 год — 1982 год — Чрезвычайный и полномочный Посол Франции в СФРЮ[6], в том числе направленный послом от Франции на подписание договора между ЕЭС и Югославией — в Великом герцогстве Люксембургском[7]
- 1983 год — 1985 год — сведений о работе в открытых источниках не найдено
- 1985 год — 1986 год — Чрезвычайный и полномочный Посол Франции в Постоянном представительстве Франции при Организации Объединённых Наций в Женеве[8].
- 1986 год — 1988 год — Чрезвычайный и Полномочный Посол Франции в CCCP и по совместительству в Монголии, в том числе во время скандальной высылки трех советских дипломатов из Франции по обвинению в шпионаже по космическому проекту Ариан и ответной высылки четырёх французских дипломатов и двух бизнесменов из СССР в апреле 1987 года [9].
- 1988 год — 1990 год — сведений о работе в открытых источниках не найдено
- 1990 год — 1992 год — 14 ноября 1990 года декретом Президента Франции на заседании Совета министров назначен дипломатическим советником Правительства Франции на один год[10]. 30 октября 1991 года полномочия были продлены ещё на год.[11][12]
- 1992 год — декретом Президента Франции  на заседании Совета министров по представлению министра иностранных дел назначен в Комиссию по публикации дипломатических документов[13]

## Почётные звания и награды
- Командор ордена Почётного легиона с 16 апреля 1995 года[14]

## Общественная деятельность
- Член общества дружбы «Франко-русский диалог» [15]
- 1996 год — 2000 год — президент французского филиала общественной организации ЕвроОборона (EuroDéfense France) [16], в дальнейшем почётный президент[17][18]
- С 2004 года по настоящее время — член наблюдательного совета Альянс Франсэз [19]

## Публикации
- В составе международного коллектива авторов: Goodby, James E., Dmitri Trenin, and Petrus Buwalda, with Yves Pagniez, A STRATEGY FOR STABLE PEACE: TOWARDS A EUROATLANTIC SECURITY COMMUNITY — US Institute of Peace Press, 2002, paperback, 978-1-929223-32-9 [20][21]